# Желєзнодорожний (Балашиха)
Желєзнодоро́жний (рос. Железнодорожный, досл. «Залізничний») — колишнє місто обласного підпорядкування в Московській області Росії. 2015 року було приєднане до сусіднього міста Балашиха.
Населення 125,3 тис. осіб (2009).
Залізнична станція по лінії Москва — Нижній Новгород за 10 км на схід від Москви.
Провадиться активне житлове будівництво.

## Розташування та адміністративний поділ
Місто Жєлєзнодорожний розташовано на схід від Москви по Носовіхінському шосе, він знаходиться на території Балашихінського району, однак не входить в його управлінську структуру, а напряму підпорядковується уряду Московської області. Площа міста — понад 2000 га, населення — близько 110 тисяч, однак влітку через приплив дачників воно зростає до 300 тисяч. Місто складається з семи мікрорайонів: Кераміка, Купавна, Кучино, Ольгіно, Павлино, Саввино, Центр.

## Символіка
Місто Железнодорожний має власну символіку: герб та прапор, які було ухвалено 20 березня 2002 року.

## Економіка
Хоча місто знаходиться поруч із Москвою, однак дві третини мешканців працює в Жєлєзнодорожному. У місті є кілька відносно великих підприємств і ряд наукових закладів, серед яких ВЕСПАН — науково-виробничий інститут засобів зв'язку, ВНДІІВСГЕ — Всеросійський науково-дослідний інститут ветеринарної санітарії, гігієни та екології, державний науково-дослідний технологічний інститут, НДІприладобудування, відділення обсерваторії Державного астрономічного інституту ім Штерберга. Промисловість представлена в основному будівельною індустрією, текстильною, харчовою та деревообробною промисловістю.

## Транспорт

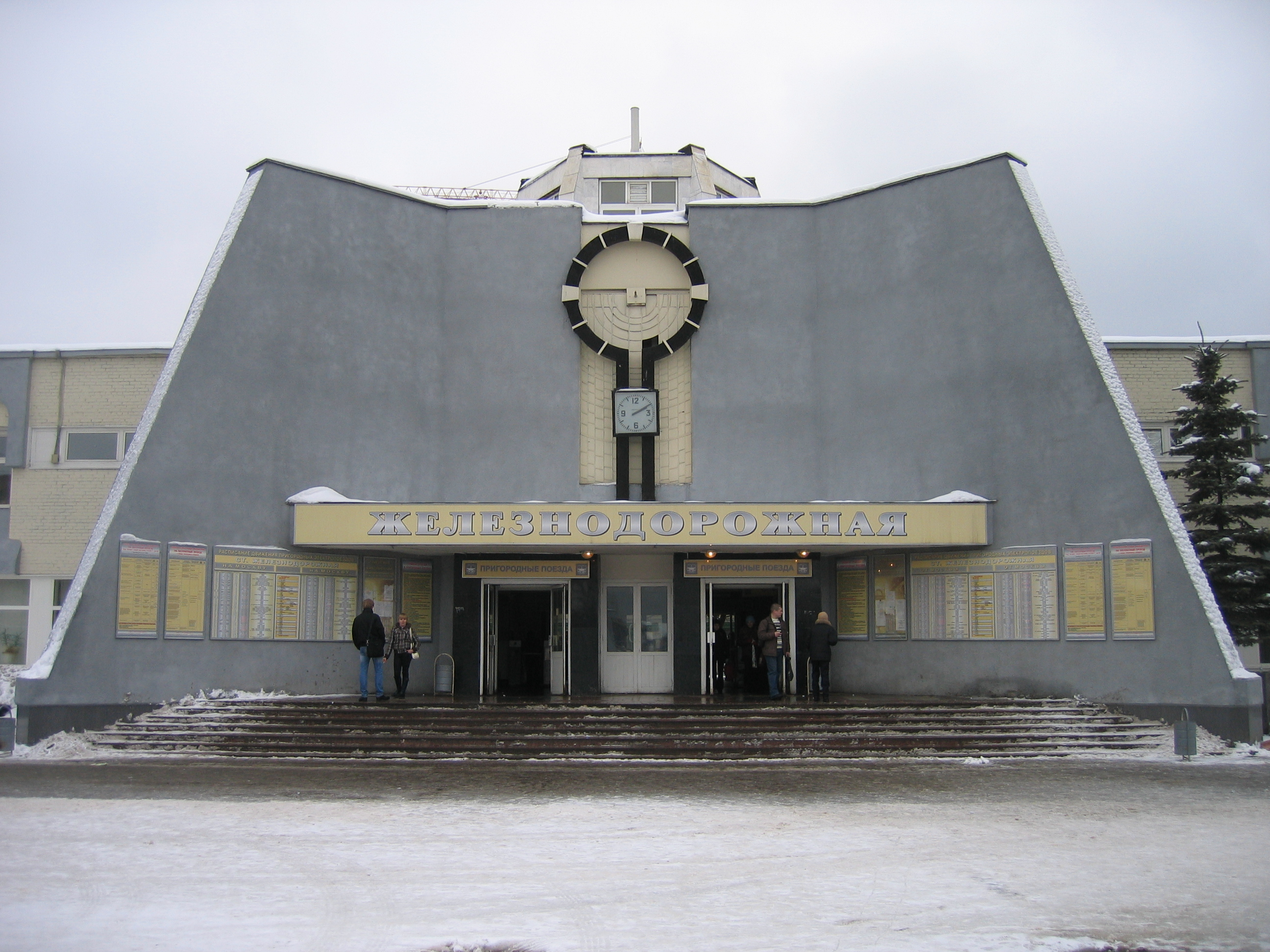
Залізничний вокзал

Через місто проходять великі автомагістралі, які з'єднують Москву та найближчі райони Підмосков'я. У місті є велика залізнична станція, яка називається «Желєзнодорожна» — час у дорозі від неї до Курського вокзалу — 35 хвилин.

## Клімат та екологія
Клімат міста помірно-континентальний з чітко вираженими порами року. При найбільших морозах взимку температура не опускається нижче 30 °C. Влітку температура повітря не перевищує 32 °C.
Місто має значні екологічні проблеми. Найбрудніше підприємство на території Желєзнодорожного — завод «Rocwool», який викидає в атмосферу фенол. Тому за останні роки у місті зросла кількість онкохворих. Водопровідна вода в Желєзнодорожному багата на залізо, тому по кольору вона подібна на іржаву. Якщо ванну наповнити водою, то в найкращому випадку вода буде лимонного кольору, у найгіршому — червоно-коричневого.

## Населення

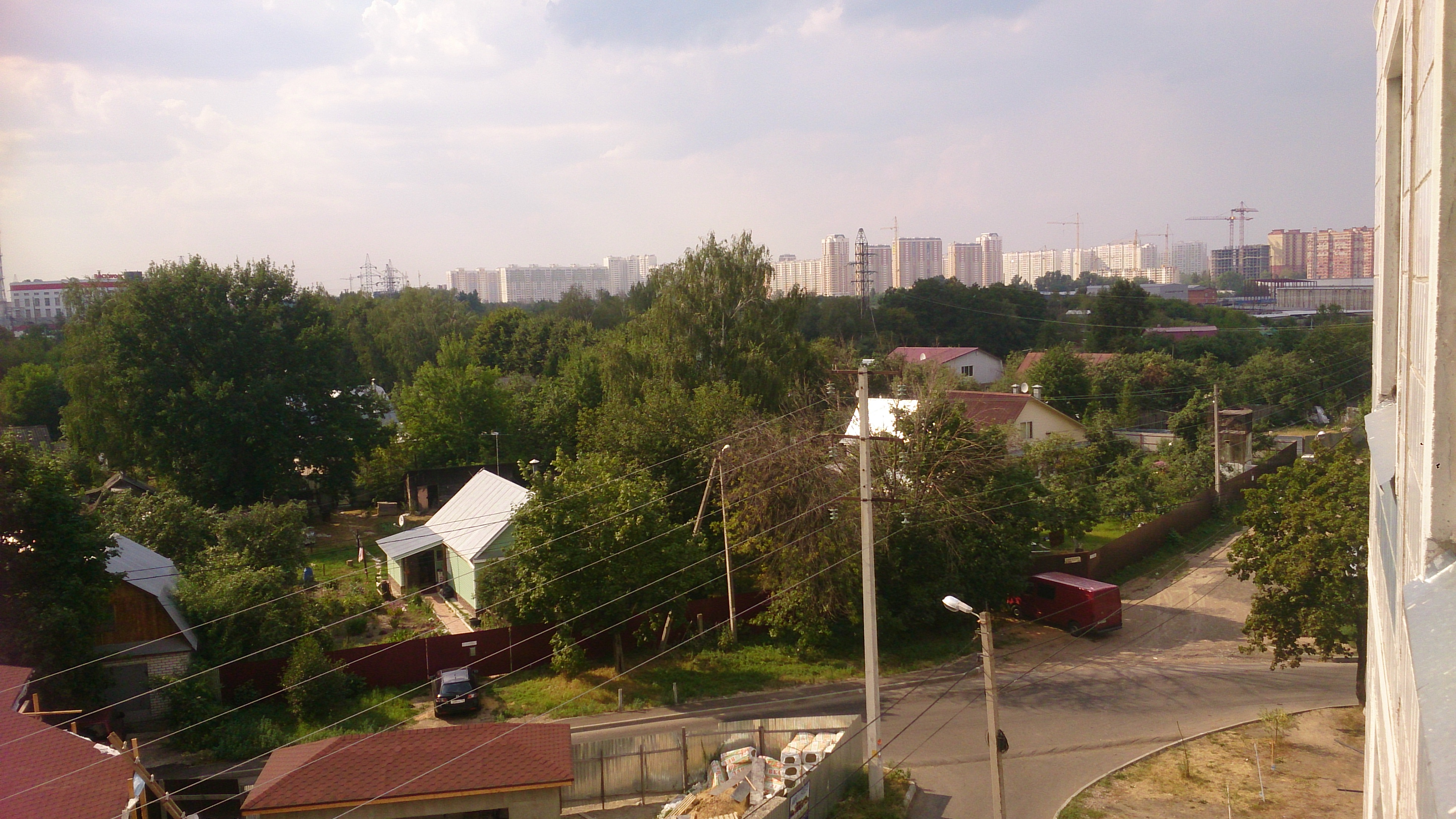
Житловий район Саввино

Зміна чисельності населення міста.
| Рік  | Мешканців |
| ---- | --------- |
| 1959 | 19243     |
| 1970 | 60996     |
| 1979 | 79930     |
| 1989 | 99000     |
| 2002 | 104000    |
| 2003 | 104000    |
| 2004 | 107000    |
| 2005 | 115000    |
| 2006 | 116500    |
| 2010 | 131257    |
| 2014 | 146251    |

## Історія
Перші згадки про поселення, які знаходяться в межах сучасного міста (Кучино, Савино, Темниково та ін.) датуються 1573–1574 рр. У другій половині XVIII століття в Кучино почали добувати глину, а на початку XIX століття організовано виробництво червоної цегли. Основний розвиток району пов'язаний з появою залізничної станції Обираловка а в подальшому — з відкриттям залізничного депо. У 1904 році у Кучіно на кошти мільйонера Д. П. Рябушинського був відкритий перший в Європі аеродинамічний інститут де наукову роботу очолював основоположник сучасної аеродинаміки М. Є. Жуковський.
1939 року із навколишніх сіл формується селище Желєзнодорожний (рос. Железнодорожный посёлок — «Залізничне селище»), яке у 1952 році отримує статус міста.

## Пам'ятки історії та архітектури
- Будинок в якому жив поет Андрій Бєлий (1925–1931)
- Будівля Кучинського аеродинамічного інституту (1904)
- Пам'ятник В. І. Леніну (1972)
- Церква Преображення Господнього з інтер'єром (1664–1665 рр., 19 ст., 1880-і рр., 1905 р.)
- Садиба «Соколово-Кучіно» («Миза»)[7].

## Храми
Головною пам'яткою міста є храм Преображення Господнього, який був збудований із дерева у 17 ст. у селі Савино-Спаське, а через два століття замість старого храму був зведений новий із цегли. Його головною цінністю є порцеляновий іконостас оброблений позолотою.
Церква Святої Трійці у селі Павліно (Троїцьке-Кайнарджі) — єдина будівля, яка залишилась від маєтку графа Петра Олександровича Рум'янцева (1725–1796) Церква була збудована у 1778 році у стилі французького класицизму. Поруч з храмом знаходиться усипальня роду Рум'янцевих (1830 р.), а також невелика цвинтарна Воскресенська церква (1867). У радянські часи храм не закривали, однак у 20-ті роки XX століття було конфісковано церковні цінності, відбувались гоніння на духовенство. З початку XX століття настоятелем храму був священник Олексій Никольський, який закінчив життя мученицькою смертю. У 2000 році він зарахований до лику святих Російської Православної церкви.

## Культура
У місті працює краєзнавчий музей, якому у 1989 році присвоєно звання народного — в його 5 залах розташовано 2000 експонатів. Всього в його фондах 3500 тисяч одиниць зберігання.

## Освіта

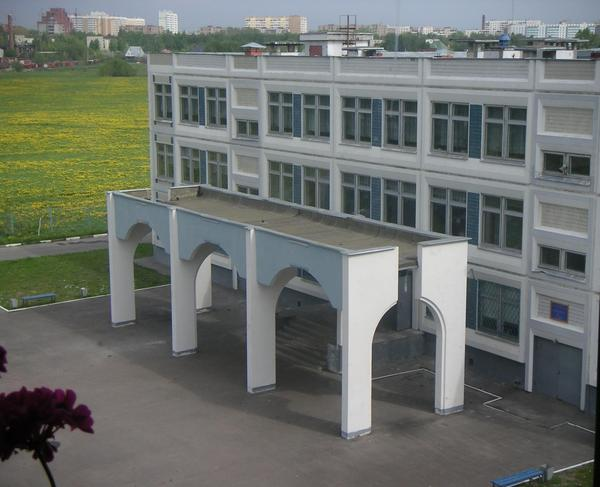
Школа № 6 міста Желєзнодорожного

У місті працює 2 гімназії,14 середніх шкіл, 10 установ позашкільної освіти дітей.
У місті розташовано державний коледж технології та управління «Коледжний комплекс», він веде підготовку за 12 спеціальностями, у ньому одночасно навчається понад 2000 студентів, а корпуси розташовані у містах Електроуглі, Железнодорожний та селище Стара Купавна. Також працює Московський гідрометеорологічний коледж.

## Відомі люди
В місті народилися:
- Харитонов Євген Вікторович — російський поет, історик літератури і кіно, перекладач болгарської поезії і фантастики, критик, музикант.

## Цікаві факти
На станції Обираловка героїня роману Лева Толстого «Анна Кареніна» покінчила життя самогубством, кинувшись під потяг.